# Бесікти
Бесікти́ (каз. Бесікті) — село у складі Атирауської міської адміністрації Атирауської області Казахстану. Входить до складу Каїршахтинського сільського округу.
Населення — 1063 особи (2021; 1021 у 2009, 856 у 1999, 688 у 1989).